# Franck Bedrossian
Pour les articles homonymes, voir Bedrossian.
Franck Bedrossian est un compositeur français né à Paris le 3 février 1971.

## Parcours
Après des études d’écriture, d’orchestration et d’analyse au CNR de Paris, il étudie la composition auprès d’Allain Gaussin et entre au Conservatoire national supérieur de musique et de danse de Paris (classe de Gérard Grisey, puis de Marco Stroppa) où il obtient un premier prix d’analyse et le diplôme de formation supérieure de composition à l’unanimité. En 2002-2003, il suit le cursus de composition et d’informatique musicale de l’IRCAM et reçoit l’enseignement de Philippe Leroux, Brian Ferneyhough, Tristan Murail et Philippe Manoury. Parallèlement, il complète sa formation auprès de Helmut Lachenmann (Centre Acanthes 1999, Internationale Ensemble Modern Akademie 2004). 
Ses œuvres ont été jouées en France et à l’étranger par des ensembles tels que l'Itinéraire, 2E2M, Ictus, Court-Circuit, Cairn, l’Ensemble Modern, Alternance, l’Ensemble intercontemporain, l’Orchestre national de Lyon, Contrechamps, San Francisco Contemporary Music Players, le quatuor Danel, le quatuor Diotima, dans le cadre des festivals Agora, Résonances, Manca, Musica Nova, International Festival Cervantino, RTÉ Living Music Festival, Présences, l’Itinéraire de nuit, Musica Strasbourg, Ars Musica, Nuova Consonanza, Suona Francese, Le Printemps des Arts de Monte-Carlo, le Festival international d'art lyrique d'Aix-en-Provence, Fabbrica Europa, Wien Modern, Archipel, Donaueschinger Musiktage, Maerzmusik, Darmstadt Ferienkurse für Neue Musik.
En 2001, il reçoit une bourse de la Fondation Meyer, de la Fondation Bleustein-Blanchet pour la Vocation et en 2004, le prix Hervé-Dugardin de la Sacem. 
En 2005, l’Institut de France (Académie des Beaux-Arts) lui décerne le Prix Pierre Cardin de composition musicale. 
Franck Bedrossian a également reçu le prix des jeunes compositeurs de la Sacem en 2007, et a été nommé pensionnaire à la Villa Médicis d'avril 2006 à avril 2008. Il est actuellement professeur de composition (Associate Professor) à l'Université de Californie à Berkeley. Ses œuvres sont principalement publiées par les Éditions Billaudot et Verlag Neue Musik.
Il obtient un Coup de Cœur musique contemporaine 2020 de l'Académie Charles Cros pour Twist, Edges, Epigram, annoncé dans l’émission du 27 janvier « Le Concert du Soir » sur France Musique d’Arnaud Merlin.

## Compositions
Une partie des partitions des œuvres de Franck Bedrossian est éditée par les Éditions Billaudot.
- L'usage de la parole pour clarinette, violoncelle et piano (1999) - [Éditions Billaudot]
- La solitude du coureur de fond pour saxophone alto (2000) - [Éditions Henry Lemoine]
- Pleine lune pour chœur d'enfants, violon, basson et contrebasse (2001)
- La conspiration du silence pour trente-cinq musiciens (2001) - [Éditions Billaudot]
- Transmission pour basson et électronique (2002) - [Éditions Billaudot]
- Digital pour contrebasse, percussion et électronique (2003) - [Éditions Billaudot]
- It pour flûte, clarinette, saxophone alto, violon, violoncelle, contrebasse et piano (2004-rév. 2007) - [Éditions Billaudot]
- Tracés d'ombres pour quatuor à cordes (2005 - 2007) - [Éditions Billaudot]
- Charleston pour quinze musiciens (2005 - rév. 2007) - [Éditions Billaudot]
- Division pour clarinette basse, trombone, contrebasse, ensemble et électronique (2006) - [Éditions Billaudot]
- Cérémonie pour six mains enchantées pour piano (2006)
- Lamento pour voix et électronique (2007) - [Éditions Billaudot]
- Manifesto pour huit instruments à vent (2008) - [Éditions Billaudot]
- Propaganda pour quatuor de saxophones et électronique (2008) - [Éditions Billaudot]
- Bossa Nova pour accordéon (2008) - [Éditions Billaudot]
- La conspiration du silence, version pour quatorze musiciens (2009) - [Éditions Billaudot]
- Swing pour onze musiciens (2009) - [Éditions Billaudot]
- Edges pour piano et percussion (2010) - [Éditions Billaudot]
- Epigram - cinq poèmes d'Emily Dickinson pour voix de soprano et ensemble instrumental (2010) - [Éditions Billaudot]
- Accolade pour alto, flûte basse et clarinette contrebasse (2011) - [Verlag Neue Musik]
- Itself pour orchestre symphonique (2012) - [Éditions Billaudot]
- Innersonic pour guitare électrique et accordéon (2012) - [Verlag Neue Musik]
- The Edges are no Longer Parallel pour piano et électronique (2013) -[Éditions Billaudot]
- Swirl pour accordéon, saxophone solo et violoncelle (2014) -  [Verlag Neue Musik]
- Epigram II pour voix de soprano et ensemble (2014) - [Éditions Billaudot]
- The Spider as an Artist pour violoncelle seul (2014) - [Verlag Neue Musik]
- I Lost a World the Other Day pour accordéon et quatuor à cordes  (2015-2016) - [Verlag Neue Musik]
- We Met As Sparks pour flûte basse, clarinette contrebasse, alto et violoncelle (2015) - [Verlag Neue Musik]
- Twist for orchestra and electronics (2016) - [Verlag Neue Musik]
- Vayehi Erev Vayehi Boker (2017) pour ensemble - [Verlag Neue Musik]
- A chamber to be haunted (2018) pour deux violons - [Maison ONA]
- Pour les corps électriques (2018) pour piano préparé - [Maison ONA]
- Le lieu et la formule (2019) pour grand ensemble - [Maison ONA]
- Don Quixote concerto - Memories of a knight errant (2021) for a pianist, his assistant and a chamber orchestra - [Maison ONA]
- Don Quixote concerto - Memories of the squire Sancho Panza (2021) for a pianist, his assistant and a large orchestra - [Maison ONA]
- Départs de feu (2022) pour mezzo-soprano amplifiée -  [Maison ONA]
- Écarlates (2023) pour violon et accordéon -  [Maison ONA]

## Discographie
- CD monographique Charleston - avril 2008 - Coproduction L'itinéraire - Radio France - Académie de France à Rome  (Sismal records)
- CD monographique Manifesto - avril 2011 - Ensemble 2E2M, Quatuor Habanera, Pascal Contet (Aeon)
- CD collectif Più - avril 2009 - Johannes Schwarz, basson. Ensemble Modern. 1 SACD (Ensemble Modern Medien EMSACD002)
- CD collectif DONAUESCHINGER MUSIKTAGE 2009 Volume 2  - Mars 2011 - Ictus Ensemble / Georges-Élie Octors (NEOS SACD11052)